# ヴィリアーノ・ビエッレーゼ
ヴィリアーノ・ビエッレーゼ（伊: Vigliano Biellese）は、イタリア共和国ピエモンテ州ビエッラ県にある、人口約7,800人の基礎自治体（コムーネ）。

## 地理

### 位置・広がり
| 隣接するコムーネは以下の通り。 - ビエッラ - カンデーロ - クアレーニャ・チェッレート (チェッレート・カステッロ) - コッサート - ロンコ・ビエッレーゼ - ヴァルデンゴ |